# Ренесансова музика
Ренесансова музика е термин, обозначаващ периода на развитие на европейската музика през Ренесанса (1400 – 1600 г.).

## Обзор
В епохата на Ренесанса професионалната музика губи характера си на чисто църковно изкуство и изпитва влиянието на народната музика, прониква ново, хуманистично отношение към света. Високо ниво достига изкуството на вокалната и вокално-инструменталната полифония в творчеството на представителите на Арс нова („Ново изкуство“), в Италия и Франция – през 14 век, в по-новите полифонични школи: английската – 15 век, нидерландската – 15 – 16 век, римската, венецианската, немската, полската, чешката и др. – 16 век.
Появяват се различни жанрове на светското музикално изкуство – фротола и виланела в Италия, вилянсико в Испания, балада в Англия, мадригалът, възникнал в Италия (Лука Маренцио, Якоб Аркаделт, Джезуалдо да Веноза) и получил повсеместно разпространение, френската многогласна песен (Клеман Жанекен, Клод Лежьон). Светските хуманистични стремежи проникват и в култовата музика – при франко-фламандските майстори (Жоскен де Пре, Орландо ди Ласо), в изкуството на композиторите от венецианската школа (Андреа Габриели и Дж. Габриели).
В периода на Контрареформацията се разглежда въпроса за избягването на многогласието в религиозния култ и само реформата на главата на римската школа Джовани Пиерлуиджи де Палестрина съхранява полифонията за католическата църква – в „очистен“, „прояснен“ вид. Заедно с това в изкуството на Палестрина намират отражение и някои ценни завоевания на светската музика от епохата на Ренесанса.
В Италия разцъфтява изкуството на изготвяне на струнни инструменти, притежаващи богати изразителни възможности. Сблъсъкът на различни естетични възгледи се проявява в „борбата“ между два типа струнни инструменти – виолата в аристократичните среди и цигулката – инструмент с народен произход. Епохата на Ренесанса завършва с появата на нови музикални жанрове – соловите песни, кантата, оратория и опера, способстващи за постепенното утвърждаване на хомофонния стил. Създава се първата опера („Дафне“) – по текст на Отавио Ринучини и композитори – Качини и Пери – 1598 г.

## Основни черти
В музиката на Ренесанса се разпространяват философските идеи на неоплатонизма (Фичино) и пантеизма (Патриции, Бруно и др.). Ренесансовата музика се развива в епоха, в която изкуството е приоритет, а творците се обръщат към античните традиции и форми. Настъпват съществени изменения в музикалната култура. Появяват се нови влиятелни творчески школи с водещи представители композиторите Франческо Ландини (XIV век), Гийом Дюфе и Йоханес Окегем (XV), Жоскен Депре (XVI) и др.
С нарастващото значение на битовите танци и изисканите светски жанрове ярко приложение намира необичайно сложното майсторство на полифониците и тяхната виртуозна техника. През ХV век се формира полифонията на т.нар. „строго писмо“ – „cantus firmus“.
В произведенията се проявява все повече лирико-драматизмът и характера на самия автор.

### Водещи жанрове
- Светска песен
- Мадригал
- Мотет
- Меса

Църковната музика, представена от жанрове като меса и мотет, продължава „готическата“ линия в изкуството на Възраждането, насочено преди всичко към прославата на Божественото. Композиторите съчинявали своите меси, заимствайки мелодии от григорианския хорал, други канонични източници и народно-битова музика.

### Музикални инструменти
Основните музикални инструменти, които се използват през Ренесанса са: орган, клавесин, флейти, средновековен обой, корнемюз, бомбардони, ренесансов тромбон, виола, лютня, китари, хиронда, тамора квинтерна, мандолина, арфа, средновековна гайда, спинет и перкусии.

## Ранен ренесанс
Оформянето на ренесансовите черти в музикалната култура на редица европейски страни води началото си от ХV век. Най-изявени музиканти от този период са:
- Джон Данстейбл (полифонист, мелодист и автор на мащабни произведения за хор, вкл. меси) в Англия
- Гийом Дюфаи (изразител на половин вековен етап в развитието на нидерландската музикална школа) през втората половина на ХV век
- Иоханес Окегем
- Якоб Обрехт

## Среден период
През 16-ти век Жоскен де Пре (ок. 1450/1455 – 27 август 1521) постепенно придобива репутацията на най-великия композитор на епохата, неговото майсторство на техниката и изразяването му е универсално имитирано и обект на възпищение. Писатели толкова различни като Балдасаре Кастильоне и Мартин Лутер пишат за неговата репутация и слава.

## Късен ренесанс
През първата третина на ХVІ век в Италия се създава обществена прослойка, която полага усилия за устройването на музикални празници и театрални постановки. По време на развития Ренесанс светските жанрове са в своя разцвет. Вокалните жанрове се развиват в две главни направления – единият от тях е близък до битовите песни и танци (фротол, виланела и др.), другият е свързан с полифоничната традиция (мадригал). Придобиват самостоятелност и инструменталните форми – пиеси за лютни, виола, орган и други инструменти.
Развиват дейност различни академии на изкуствата. Малко по-късно разцвет настъпва и в музикалното развитие на Франция и Германия.
Огромно значение за разпространението на музикалните произведения имало изобретяването на нотното печатане.
Традиционните полифонични школи си остават постарому силни, но отношението към избора на тематики се изменя, увеличава се емоционално-образната наситеност на произведенията, засилва се личното авторско начало.
В стремежа си да отстоява и усилва своето влияние, Католическата църква през втората половина на ХVІ век въвежда жестока цензура и инквизиторски методи на борба с всевъзможните „ереси“.
Ярки представители:
- Жоскен Депре (ок. 1450 – 1521) – италиански композитор. Той е един от най-великите композитори на нидерландската школа в края на ХV и началото на ХVІ век.
- Джовани Пиерлуиджи да Палестрина (ок.1525 – 1594) – един от най-значимите италиански композитори на църковна музика в епогея на развитието на контрапунктовата духовна музика наречена „а капела“
- Джолани Мария Нанино – един от основателите на музикална школа в Рим
- Орландо ди Ласо (1532 – 1594) – белгийски композитор прославил се с употребата на епико-драматична сила. При създаването на духовни съчинения Лассо се стреми към естественото водене на гласовете и първи разширява формите на [мотет|мотета], с лични теми. В своите произведения той прилага хроматизми и модулации, като се приближава до съвременните църковни ладове.
- Томас Талис – английски композитор, роден през 1505 година. Заемал длъжността придворен органист при царуването на Хенри VIII, Едуард VI и Елисавета I. Технически, произведенията на Талис се считат за образец на своето време. Широко използвайки хроматизма.
- Уилям Берд – най-талантливия ученик на Талис, основател на школа, която по своите традиции напомня нидерландската. В произведенията на Борд се срещат тоналности, близки до съвременния мажор и минор, правилна модулация, хармония и мелодика. Твори псалми, мотети, многогласни светски песни и съчинения за орган и клавесин.
- Клаудио Монтеверди (1567 – 1626) – италиански композитор. Добавя инструментални части към песните, написал много мадригали
- Винченцо Галилей (1525 – 1591) – италиански композитор, баща на известния учен Галилео Галилей